# 法国城际列车
法国城际列车（法語：Intercités），是法国铁路系统当中的一个列车种类，于2012年成立。

## 历史
法国城际列车的前身为“珊瑚城际列车”（法語：Corail Intercités），成立于2006年。2012年2月，原有的“特欧兹”（法語：Téoz）、“月光号”（法語：Lunéa）与珊瑚城际列车合并，成立了新的“法国城际列车”。

## 特点
法国城际列车主要运行于法国境内不同大区的主要城市之间，这些城市之间一般没有TGV连接。和一般的法国大区列车不同，法国城际列车往往只停靠大站。

## 运营
法国城际列车由SNCF直接负责运营。普通城际列车的票价和同线路的大区列车相同，其余城际列车则没有固定的票价。

## 种类及路线
法国城际列车大致可分为以下4大类：
- 普通城际列车（法語：Intercités sans réservation obligatoire）：无需对号入座
- 定制城际列车（法語：Intercités avec réservation obligatoire）：需对号入座
- 经济型城际列车（法語：Intercités 100% éco）：需对号入座，且车票只能在网上购买
- 夜班城际列车（法語：Intercités de nuit）：需对号入座

### 普通城际列车
- 巴黎—特鲁瓦—肖蒙—沃苏勒—贝尔福
- 巴黎—亚眠—滨海布洛涅
- 巴黎—圣康坦—莫伯日
- 巴黎—鲁昂—勒阿弗尔
- 巴黎—卡昂—瑟堡
- 巴黎—多维尔
- 巴黎—格朗维勒
- 巴黎—雷若布莱—奥尔良/图尔
- 巴黎—布尔日—蒙吕松
- 巴黎—讷韦尔
- 克莱蒙费朗—贝济耶
- 克莱蒙费朗—尼姆
- 南特—波尔多
- 南特—图尔—里昂
- 卡昂—图尔
- 图卢兹—巴约讷

### 定制城际列车
- 巴黎—利摩日—布里夫—卡奥尔—图卢兹
- 巴黎—克莱蒙费朗
- 波尔多—图卢兹—蒙彼利埃—马赛

### 经济型城际列车
经济型城际列车一般仅周末及节假日运行。
- 巴黎—图卢兹
- 巴黎—波尔多
- 巴黎—南特
- 巴黎—斯特拉斯堡

### 夜班城际列车
- 巴黎—拉图德卡罗勒/罗德兹/阿勒比
- 巴黎—布里昂松/尼斯

## 未来发展
相对于大区列车，由于城际列车班次普遍较少，通勤功能较弱；而其运行速度又并不占优势，因此法国城际列车未来将逐渐减少，一些线路可能将被拆分成为大区列车运行。